# Anoplotettix eckerleini
Anoplotettix eckerleini är en insektsart som beskrevs av Dlabola 1965. Anoplotettix eckerleini ingår i släktet Anoplotettix och familjen dvärgstritar. Inga underarter finns listade i Catalogue of Life.